# بالاو ساتور
بلدية بالاو ساتور (بالإسبانية: Palau-sator) هي بلدية تقع في مقاطعة جرندة التابعة لمنطقة كتالونيا شمال شرق إسبانيا.

## الديموغرافيا
بلغ عدد سكان بلدية بالاو ساتور 294 نسمة عام 2011 (وفقاً للمعهد الوطني الإسباني للإحصاء).
| 286 | 292 | 286 | 283 | 289 | 290 | 294 |